# Ndavi Nokeri
Ndavi Nokeri (sinh ngày 25 tháng 1 năm 1999) là một người mẫu và nữ hoàng sắc đẹp Nam Phi đã đăng quang Hoa hậu Nam Phi 2022. Cô hiện sẽ đại diện cho Nam Phi tại Hoa hậu Hoàn vũ 2022, Hoa hậu Thế giới 2023.

## Tiểu sử
Nokeri sinh ra ở Tzaneen, nằm ở tỉnh Limpopo, Nam Phi. Cô xuất thân từ một gia đình Thiên chúa giáo sùng đạo. Cả cha mẹ cô đều là mục sư. Cô là con út của gia đình trong một vài năm. Cô thông thạo Xitsonga và Sepedi ngoài tiếng Anh và tiếng Afrikaans.

## Cuộc thi sắc đẹp
Cô tham gia Hoa hậu Nam Phi 2022 và giành chiến thắng trong lần thử sức đầu tiên. Cô sẽ đại diện cho Nam Phi tại Hoa hậu Hoàn vũ 2022, Hoa hậu Thế giới 2023 và Hoa hậu Siêu quốc gia 2023.